# U-481 (tàu ngầm Đức)
U-481 là một tàu ngầm tấn công  Lớp Type VII thuộc phân lớp Type VIIC được Hải quân Đức Quốc Xã chế tạo trong Chiến tranh Thế giới thứ hai. Nhập biên chế năm 1943, nó đã thực hiện được năm chuyến tuần tra, đánh chìm bốn tàu buôn với tổng tải trọng 1.165 GRT cùng ba tàu chiến với tổng tải trọng 160 tấn, đồng thời gây hư hại cho một tàu chiến khác tải trọng 26 tấn. U-481 sống sót qua cuộc xung đột, đầu hàng lực lượng Đồng Minh tại Na Uy vào ngày 9 tháng 5, 1945, và cuối cùng bị đánh đắm trong khuôn khổ Chiến dịch Deadlight ngoài khơi Scotland vào ngày 30 tháng 11, 1945.

## Thiết kế và chế tạo

### Thiết kế

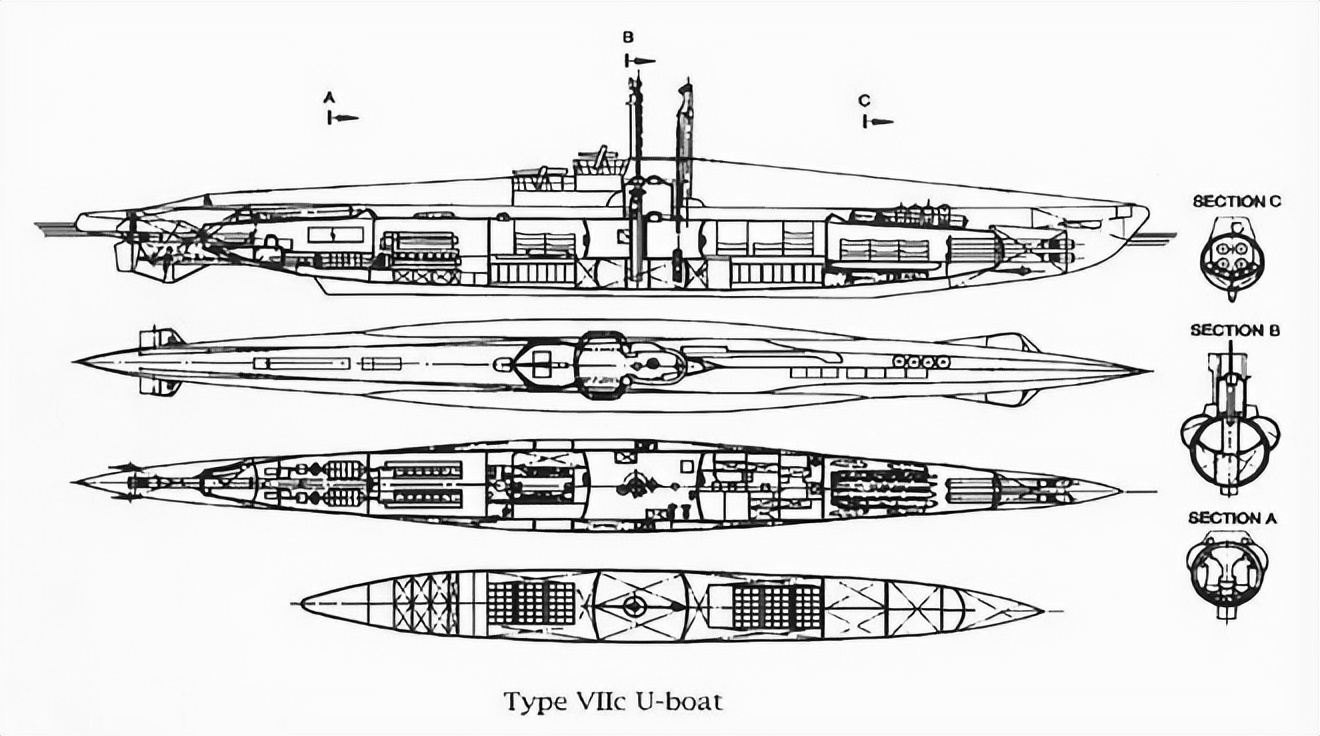
Sơ đồ các mặt cắt một tàu ngầm Type VIIC

Phân lớp VIIC của Tàu ngầm Type VII là một phiên bản VIIB được kéo dài thêm. Chúng có trọng lượng choán nước 769 t (757 tấn Anh) khi nổi và 871 t (857 tấn Anh) khi lặn). Con tàu có chiều dài chung 67,10 m (220 ft 2 in), lớp vỏ trong chịu áp lực dài 50,50 m (165 ft 8 in), mạn tàu rộng 6,20 m (20 ft 4 in), chiều cao 9,60 m (31 ft 6 in) và mớn nước 4,74 m (15 ft 7 in).
Chúng trang bị hai động cơ diesel Germaniawerft F46 siêu tăng áp 6-xy lanh 4 thì, tổng công suất 2.800–3.200 PS (2.100–2.400 kW; 2.800–3.200 bhp), dẫn động hai trục chân vịt đường kính 1,23 m (4,0 ft), cho phép đạt tốc độ tối đa 17,7 kn (32,8 km/h), và tầm hoạt động tối đa 8.500 nmi (15.700 km) khi đi tốc độ đường trường 10 kn (19 km/h). Khi đi ngầm dưới nước, chúng sử dụng hai động cơ/máy phát điện Garbe, Lahmeyer & Co. RP 137/c  tổng công suất 750 PS (550 kW; 740 shp). Tốc độ tối đa khi lặn là 7,6 kn (14,1 km/h), và tầm hoạt động 80 nmi (150 km) ở tốc độ 4 kn (7,4 km/h). Con tàu có khả năng lặn sâu đến 230 m (750 ft).
Vũ khí trang bị có năm ống phóng ngư lôi 53,3 cm (21 in), bao gồm bốn ống trước mũi và một ống phía đuôi, và mang theo tổng cộng 14 quả ngư lôi, hoặc tối đa 22 quả thủy lôi TMA, hoặc 33 quả TMB. Tàu ngầm Type VIIC bố trí một hải pháo 8,8 cm SK C/35 cùng một pháo phòng không 2 cm (0,79 in) trên boong tàu. Thủy thủ đoàn bao gồm 4 sĩ quan và 40-56 thủy thủ.

### Chế tạo
U-481 được đặt hàng vào ngày 5 tháng 6, 1941, và được đặt lườn tại xưởng tàu của hãng Deutsche Werke AG ở Kiel vào ngày 6 tháng 2, 1943. Nó được hạ thủy vào ngày 25 tháng 9, 1943, và nhập biên chế cùng Hải quân Đức Quốc Xã vào ngày 10 tháng 11, 1943 dưới quyền chỉ huy của Hạm trưởng, Trung úy Hải quân Ewald Pick.

## Lịch sử hoạt động

### 1944
Sau khi hoàn tất việc huấn luyện trong thành phần Chi hạm đội U-boat 5, U-481 được điều sang Chi hạm đội U-boat 8 từ ngày 1 tháng 8, 1944 để hoạt động trên tuyến đầu.

#### Chuyến tuần tra thứ nhất
Trong tháng 6, 1944, dưới quyền chỉ huy của hạm trưởng mới, Đại úy Hải quân Klaus Andersen, U-481 di chuyển từ cảng Kiel, Đức đến Helsinki, Phần Lan, rồi đến Reval (nay là Tallinn thuộc Estonia). Nó xuất phát từ đây vào ngày 5 tháng 7 cho chuyến tuần tra đầu tiên trong chiến tranh để hoạt động trong vịnh Phần Lan. Vào ngày 30 tháng 7, nó phóng ngư lôi tấn công một đội tàu quét mìn duyên hải của Hải quân Liên Xô, đánh chìm hai chiếc KT-804 và KT-807 cùng gây hư hại cho chiếc KT-806.
Cùng ngày hôm đó, nó xâm nhập vào vịnh Narva và bị hai máy bay cường kích Ilyushin Il-2 Shturmovik thuộc Trung đoàn Không quân Cường kích 35 tấn công; hỏa lực phòng không của con tàu đã bắn rơi một chiếc Il-2. U-481 kết thúc chuyến tuần tra tại Reval vào ngày 4 tháng 8.

#### Chuyến tuần tra thứ hai
U-481 rời Reval vào ngày 10 tháng 8 cho chuyến tuần tra thứ hai để tiếp tục hoạt động trong vùng biển Liên Xô. Nó không đánh chìm được mục tiêu nào, và đã quay về căn cứ Königsberg tại Đông Phổ (nay là Kaliningrad thuộc Liên bang Nga), đến nơi vào ngày 21 tháng 8.

#### Chuyến tuần tra thứ ba
U-481 rời Königsbergvào ngày 16 tháng 9 cho chuyến tuần tra thứ ba để hoạt động trong biển Baltic. Vào ngày 15 tháng 10, nó dùng hải pháo đánh chìm các sà lan Phần Lan Dan, Endla và Maria ở vị trí ngoài khơi Osmussaar, Estonia. Nó kết thúc chuyến tuần tra tại cảng Danzig (nay là Gdańsk thuộc Ba Lan) vào ngày 26 tháng 10.

#### Chuyến tuần tra thứ tư
Trong chuyến tuần tra tiếp theo, cùng xuất phát và kết thúc tại Danzig và diễn ra từ ngày 2 tháng 11 đến ngày 22 tháng 12, U-481 quay trở lại hoạt động trong vịnh Phần Lan. Ở vị trí ngoài khơi Paldiski, Estonia vào ngày 9 tháng 11, nó phóng ngư lôi đánh chìm sà lan Liên Xô 112600 1.000 GRT tại tọa độ 59°21′B 23°48′Đ / 59,35°B 23,8°Đ. Đến ngày 28 tháng 11, nó tiếp tục đánh chìm tàu quét mìn duyên hải Liên Xô T-387 tại cùng khu vực trên.

### 1945

#### Chuyến tuần tra thứ năm
Sau khi quay trở về Kiel vào tháng 2, 1945 để nâng cấp trang bị ống hơi nhằm cải thiện tính năng đi ngầm dưới nước, U-481 lên đường đi Horten vào đầu tháng 4, nơi nó xuất phát cho chuyến tuần tra thứ năm, cũng là chuyến cuối cùng, từ ngày 7 tháng 4 để hoạt động trong biển Na Uy và biển Barents. Chiếc tàu ngầm kết thúc chuyến tuần tra tại cảng Narvik, Na Uy vào ngày 4 tháng 5, chỉ vài ngày trước khi Đức Quốc Xã chấp nhận đầu hàng.

#### Số phận
Vào ngày 12 tháng 5, mọi tàu ngầm U-boat tại Narvik đã lên đường đi Skjomen theo mệnh lệnh của Đồng Minh, và sau đó chuyển hướng đến Loch Ryan, Scotland. U-481 bị đánh chìm ngoài khơi Scotland trong khuôn khổ Chiến dịch Deadlight, tại tọa độ 56°11′B 10°00′T / 56,183°B 10°T vào ngày 30 tháng 11, 1945.

### "Bầy sói" tham gia
U-481 từng tham gia bầy sói:
- Faust (16 – 25 tháng 4, 1945)

### Tóm tắt chiến công
U-481 đã đánh chìm được bốn tàu buôn với tổng tải trọng 1.165 GRT cùng ba tàu chiến với tổng tải trọng 160 tấn, đồng thời gây hư hại cho một tàu chiến khác tải trọng 26 tấn:
| Ngày              | Tên tàu | Quốc tịch        | Tải trọng | Số phận      |
| ----------------- | ------- | ---------------- | --------- | ------------ |
| 30 tháng 7, 1944  | KT-804  | Hải quân Liên Xô | 26        | Bị đánh chìm |
| 30 tháng 7, 1944  | KT-806  | Hải quân Liên Xô | 26        | Bị hư hại    |
| 30 tháng 7, 1944  | KT-807  | Hải quân Liên Xô | 26        | Bị đánh chìm |
| 15 tháng 10, 1944 | Dan     | Finland          | 47        | Bị đánh chìm |
| 15 tháng 10, 1944 | Endla   | Finland          | 68        | Bị đánh chìm |
| 15 tháng 10, 1944 | Maria   | Finland          | 50        | Bị đánh chìm |
| 19 tháng 11, 1944 | 112600  | Soviet Union     | 1.000     | Bị đánh chìm |
| 28 tháng 11, 1944 | T-387   | Hải quân Liên Xô | 108       | Bị đánh chìm |